# Ärzteverschwörung

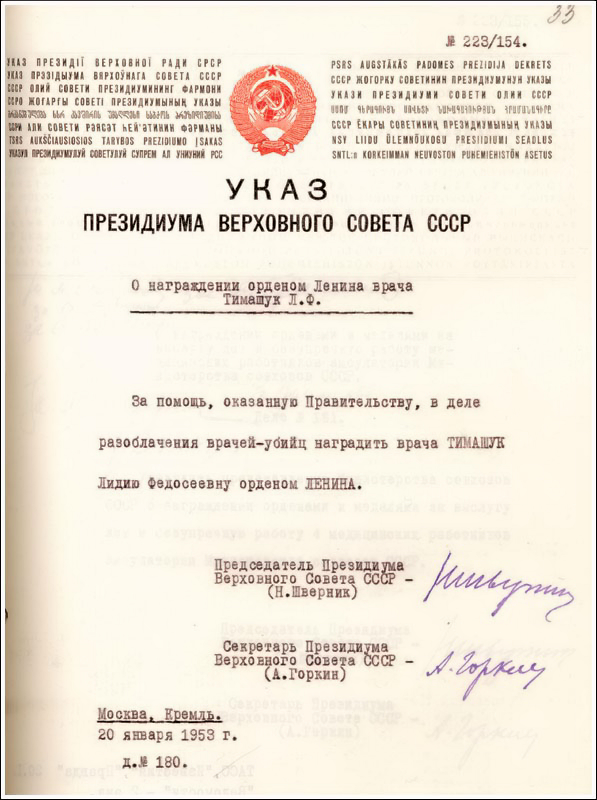
20. Januar 1953. Mit diesem sowjetischen Ukas wurde Lidija Timaschuk für die Enttarnung angeblicher „Mörder-Ärzte“ mit dem Leninorden belohnt.

Die sogenannte Ärzteverschwörung (russisch дело врачей; auch Verschwörung der врачи-вредители ‚Saboteur-Ärzte‘ oder врачи-убийцы ‚Mörder-Ärzte‘) war ein Ende 1952 von Josef Stalin und einigen Gefolgsleuten erfundenes Komplott von Medizinern vor allem jüdischer Herkunft. Diese hätten angeblich geplant, Stalin und andere Führer der Sowjetunion auszuschalten. Die „Aufdeckung“ führte zu zahlreichen Verhaftungen und Hinrichtungen. Zu Beginn der Entstalinisierung nach Stalins Tod im März 1953 gaben die neuen Sowjetführer zu, dass es sich bei der „Verschwörung“ um eine gezielte Desinformationskampagne gehandelt hatte. Die Affäre war sowohl Ausdruck von Machtkämpfen innerhalb der sowjetischen Nomenklatura als auch des zur Zeit des Sowjetkommunismus weit verbreiteten Antisemitismus.

## Hintergrund
Unmittelbar nach dem Zweiten Weltkrieg, zu Beginn des Kalten Krieges, schien sich die Lage der Juden in der Sowjetunion zunächst zu bessern. Es wurden Gerüchte verbreitet, auf der Halbinsel Krim werde eine „Jüdische Republik“ für Holocaust-Überlebende gegründet. Doch ab 1948, im Vorfeld der Unabhängigkeitserklärung des Staates Israel, änderte sich das Klima schlagartig. Im Januar 1948 kam Solomon Michoels, der Vorsitzende des Jüdischen Antifaschistischen Komitees (JAK), unter mysteriösen Umständen bei einem Autounfall in Minsk ums Leben. Zur selben Zeit wurden sämtliche jüdischen kulturellen Einrichtungen in der Sowjetunion aufgelöst. Im November 1949 wurde das JAK aufgelöst und seine Mitglieder verhaftet. Sowjetische Zeitungen führten eine aggressive Kampagne gegen „wurzellose Kosmopoliten“, mit denen in aller Regel Juden gemeint waren. 25 führende Mitglieder des antifaschistischen Komitees wurden der Zusammenarbeit mit dem Zionismus und dem US-amerikanischen Imperialismus angeklagt, wobei das „Krim-Projekt“ als „imperialistische Verschwörung“ zur Abspaltung der Krim von der UdSSR dargestellt wurde.
1951 denunzierte der stellvertretende Minister für Staatssicherheit Michail Rjumin seinen Vorgesetzten Wiktor Abakumow, weil er angeblich Untersuchungsergebnisse gegen den jüdischen Arzt Jakow Giljarijewitsch Etinger unterdrückt hätte. Auch Abakumows Mangel an Entschlossenheit im Kampf gegen das JAK wurde ihm zum Vorwurf gemacht. Hintergrund war jedoch keine reale Bedrohung der staatlichen Sicherheit, sondern ein Machtkampf zwischen Abakumow und Georgi Malenkow.
In einer öffentlichen Konferenz im November 1952, die den Slánský-Prozess in Prag zum Thema hatte, gab Klement Gottwald – der Präsident der Tschechoslowakei – bekannt: „Während der Untersuchung entdeckten wir, wie Verrat und Spionage die Reihen der kommunistischen Partei unterwandern. Ihr Ziel ist der Zionismus.“ Slánský „habe aktive Schritte unternommen“, Gottwalds Leben mit der Hilfe „handverlesener Ärzte aus dem feindlichen Lager zu verkürzen“. Am 3. Dezember wurden 13 ehemalige kommunistische Führer der Tschechoslowakei, elf von ihnen Juden, hingerichtet.
Etwa gleichzeitig erklärte Stalin in einer Sitzung des Politbüros am 1. Dezember 1952 nach Angaben von Wjatscheslaw Malyschew:

„Jeder jüdische Nationalist ist ein Agent des amerikanischen Geheimdiensts. Die jüdischen Nationalisten glauben, ihre Nation sei von den USA gerettet worden (dort kann man reich, bourgeois usw. werden). Sie glauben, den Amerikanern gegenüber eine Schuld zu tragen. Unter den Ärzten gibt es viele jüdische Nationalisten.“

Ein Tagesordnungspunkt der Versammlung des Präsidiums der KPdSU am 4. Dezember betraf „die Situation im Ministerium für Staatssicherheit und die Sabotage in den Reihen der medizinisch Tätigen“. Er wurde von Stalin und dem stellvertretenden Minister für Staatssicherheit, Sergei Goglidse, vorgebracht. „Blind seid ihr wie junge Katzen, was wird nur ohne mich – das Land wird untergehen, wenn ihr es nicht versteht, die Feinde auszumachen“, äußerte Stalin dem Präsidium gegenüber. In dieser Sitzung wurde beschlossen, alle Geheimdienste und Dienste der Gegenspionage unter dem Dach des russischen Militär-Geheimdienstes GRU zu vereinen. Mit der Leitung wurde Sergei Ogolzow  beauftragt, der später angeklagt werden sollte, 1948 die Ermordung von Solomon Michoels in Auftrag gegeben zu haben. Die diskrete Säuberung und Umstrukturierung des sowjetischen Sicherheitsapparats, die Stalin plante, bildete den Hintergrund für die öffentliche Kampagne gegen die angebliche Ärzteverschwörung, die Anfang 1952 losgetreten wurde.

## Ein Artikel in derPrawda
Am 13. Januar 1953 wurden einige der angesehensten und bekanntesten Ärzte der UdSSR beschuldigt, an einer riesigen Verschwörung beteiligt zu sein, die sich zum Ziel gesetzt habe, die oberste sowjetische Politik- und Militärführung zu vergiften. Die Prawda, das Zentralorgan der KPdSU, berichtete von den Anschuldigungen unter der Schlagzeile Bösartige Spione und Mörder unter der Maske akademischer Ärzte:

„Die Mehrheit der Mitglieder dieser Terroristengruppe […] waren von amerikanischen Geheimdiensten gekauft. Sie wurden von einer Zweigstelle der Amerikanischen Geheimdienste, einer internationalen jüdischen bourgeois-nationalistischen Organisation namens ‚Joint‘ angeworben. Das schmutzige Gesicht dieser zionistischen Spionageorganisation, die ihre bösartigen Handlungen hinter der Maske der Wohltätigkeit verbarg, ist nun vollständig zum Vorschein gekommen. […] Die Demaskierung einer Bande von Gift verabreichenden Ärzten stellt einen schweren Schlag gegen die internationale jüdisch-zionistische Organisation dar.“

Unter anderen berühmten Namen, die genannt wurden, waren Solomon Michoels, Schauspieler und Direktor am Staatlichen Jüdischen Theater Moskau und Vorsitzender des Jüdischen Antifaschistischen Komitees, der auf Stalins Befehl im Januar 1948 umgebracht wurde, und als „wohlbekannter jüdischer bourgeoiser Nationalist“ bezeichnet wurde, Boris Schimeljowitsch, ein ehemaliger Oberster Chirurg der Roten Armee und Direktor des Botkin-Krankenhauses, Miron Wowsi, Stalins Leibarzt und ein Bruder Michoels’, Jakow Etinger, ein weltbekannter Kardiologe, A. Feldman, HNO-Arzt, A. Grinschtein, Neuropathologe, Boris Kogan, Therapeut, Michail Kogan, I. Jegorow und Wladimir Winogradow. Bis auf zwei waren alle von ihnen Juden.
Die Liste der angeblichen Opfer der Verschwörung enthält hochrangige Amtsträger wie Andrei Schdanow, Alexander Schtscherbakow, die Marschälle der Sowjetunion Alexander Wassilewski, Leonid Goworow und Iwan Konew, General Schtemenko, Admiral Lewtschenko und andere. Demnach seien sie alle als Gegner jüdischer Machenschaften von jüdischen Ärzten ermordet worden bzw. sei ihre Ermordung geplant gewesen, und der sowjetische Sicherheitsapparat habe diese Taten skandalöserweise gedeckt.

## Verhaftungen
Anfänglich gab es 37 Verhaftungen, doch diese Zahl wuchs schnell in die Hunderte. Juden wurden reihenweise entlassen, verhaftet, in Lager geschickt oder hingerichtet. Dies wurde von Schauprozessen und antisemitischer Propaganda in den staatlichen Massenmedien begleitet. Die Prawda veröffentlichte einen von vielen angesehenen Personen der Sowjetunion (auch Juden) unterschriebenen Brief mit heftigen Verurteilungen der Verschwörung. Ein Teil der Verhaftungen könnte nur deshalb erfolgt sein, um den antijüdischen Charakter der Kampagne zu verschleiern.
Am 9. Februar 1953 ereignete sich auf dem Gelände der sowjetischen Botschaft in Tel Aviv eine Explosion, und am 11. Februar brach die UdSSR ihre diplomatischen Beziehungen mit dem jüdischen Staat ab. Am 12. Februar wurde die Moskauer Ärztin Maria Weizmann, Schwester des ersten israelischen Präsidenten Chaim Weizmann, der 1952 verstorben war, verhaftet.
Außerhalb von Moskau gab es schnell ähnliche Anschuldigungen. In der Ukraine beispielsweise wurde eine vermeintliche Ärzteverschwörung aufgedeckt, die angeblich unter Führung des Endokrinologen Wiktor Kogan-Jasny stand – dem Ersten, der in der UdSSR Diabetes mellitus mit Insulin behandelt und damit tausende Leben gerettet hatte. 36 „Verschwörer“ wurden dort verhaftet.
Die mittlerweile geöffneten Unterlagen der KGB-Archive belegen, dass Stalin die gesammelten Untersuchungsergebnisse an Georgi Malenkow, Nikita Chruschtschow und andere mögliche Opfer der Ärzteverschwörung weitergab.
Albert Einstein, Winston Churchill und andere prominente Persönlichkeiten des Auslands sandten verurteilende Telegramme an das sowjetische Außenministerium und forderten eine Untersuchung der Vorfälle.
Am 1. März 1953 erkundigte sich Josef Stalin persönlich nach dem Stand der Vorbereitungen des Ärzte-Prozesses. Eine Beschleunigung des Verfahrens konnte er aber nicht mehr erreichen, da er am Abend desselben Tages einen Schlaganfall erlitt, dem am 2. März ein weiterer Schlaganfall folgte. Stalin starb am Abend des 5. März 1953 in Kunzewo.

## Stalins Tod und die Folgen
Kurz nach dem Tod Stalins am 5. März 1953 erklärte die neue Führung, dass die Vorwürfe gänzlich von Stalin und seinen Seilschaften erfunden worden waren. Der Fall wurde am 31. März vom Chef des NKWD und Innenminister Lawrenti Beria niedergeschlagen. Am 3. April sprach das Präsidium der KPdSU die Verhafteten offiziell frei. Michail Rjumin wurde vorgeworfen, für die Erfindung der Verschwörung verantwortlich zu sein, er wurde in der Folge verhaftet und hingerichtet. Im Juli 1953 nahm die Sowjetunion die diplomatischen Beziehungen zu Israel wieder auf.
Einige Forscher wie Benjamin Pinkus, Edward Radsinski oder Timothy Snyder halten es für möglich, dass die Kampagne um die Ärzteverschwörung auf eine Deportation der gesamten Judenheit der Sowjetunion nach Sibirien abzielte. Dies sei dann durch Stalins Tod verhindert worden. In den sowjetischen Archiven findet sich kein Hinweis auf ein derartiges Vorhaben Stalins. Der Historiker Matthias Vetter bezeichnet dies als Mythos, hält es aber für wahrscheinlich, dass bei Fortleben des Diktators eine neue Welle Stalinscher Säuberungen über Juden und Nichtjuden in der Sowjetunion hereingebrochen wäre.
Geoffrey Roberts schließt sich der Auffassung von Schores Alexandrowitsch Medwedew an, dass Stalin weniger ein Antisemit war, sondern ein Gegner des „jüdischen Nationalismus“ und Zionismus, die er als Bedrohung seiner Macht empfand. Er habe durchaus Kontakte zu Juden gehabt und noch auf dem Höhepunkt der antizionistischen Kampagne jüdische Schriftsteller und Künstler gefeiert. Allerdings habe er dazu geneigt, Feindschaften ethnisch zu überhöhen, da Juden ihm aufgrund ihrer Herkunft verdächtig wurden, es sei denn, das Gegenteil war erwiesen. Dies sei bei der Ärzteverschwörung der Fall gewesen.